# Convento y templo del Carmen Alto (Oaxaca)
El Convento y Templo Del Carmen Alto, se encuentra sobre la calle García Vigil, entre Jesús Carranza y Quetzalcóatl en la ciudad de Oaxaca de Juárez, Oaxaca. Sus orígenes como centro de adoración religioso se remontan a la época prehispánica y la construcción tal y como hoy la conocemos data de 1699 y es atribuida a la orden de los Carmelitas Descalzos. 

## Época Prehispánica
En 1486 soldados mexicas fueron enviados por el Rey Ahuízotl al Cerro del Fortín para vigilar los movimientos de sus enemigos, los zapotecas. Dicho pueblo estaba establecido en Zaachila y la misión de los soldados era que sus comerciantes pudieran cruzar de manera segura al sur. 
Para poder cumplir este objetivo establecieron un campamento en la zona más alta del valle oaxaqueño, cuyo nombre original era Huaxyacac, que significa “punta o en la nariz de los huajes” haciendo alusión al crecimiento de esta típica planta de la región; en el punto más alto del cerro vivían los soldados, mientras que en las faldas se asentaban sus familias.
Pasó el tiempo y los mexicas construyeron un teocalli o adoratorio dedicado a alabar a la Diosa Cintéotl, quien representaba la fertilidad de las cosechas, el maíz y la abundancia.
Cada año, en el mes de julio, la tradicional Fiesta de los Señores ocurría y en este lugar sacrificaban ceremonialmente a una doncella para honrar a Cintéotl.

## Colonia
Cuando llegaron los primeros españoles, mandaron destruir el antiguo adoratorio y pirámide mexica, con el objetivo de cristianizar a los indígenas y acabar con la religión pagana, para lo cual se construyó en ese mismo lugar con las piedras derrumbadas la ermita de la Santa Vera Cruz, pero fue muy impopular y abandonada con rapidez.
En 1696 arribaron a Nueva España los frailes de la orden de Carmelitas Descalzos, quienes recibieron como donación de parte del obispado el antiguo casco de la ermita de la Santa Vera Cruz así como un terreno colindante, donado por el Ayuntamiento, para que se pudiera construir tanto el convento como una iglesia totalmente nueva. El obispo Tomás de Monterroso fue el responsable de la donación y la construcción de lo que hoy conocemos como la iglesia “del Carmen Alto”, la cual duró 3 años. Los Carmelitas fueron auxiliados durante todo este proceso por el famoso filántropo portugués Manuel Fernández Fiallo.
En lo que esta obra era terminaba, la orden se estableció en un anexo del templo de la Consolación. 
La construcción de la iglesia y el convento terminaron en 1699, año en que se declara como sede oficial de la orden.
El estilo de construcción que siguieron los Carmelitas responde a su característica de ser fieles a la vida de clausura y discreción y ayudados por relieve natural de la zona, el convento no se percibe desde la calle peatonal con la cual colinda. De esta manera, los conventuales no tenían mayor interacción con los habitantes del pueblo; sin embargo, esta orden se caracterizó por su amabilidad y cortesía con los indígenas de la zona. 
La construcción no acabó ahí pues los Padres, patrocinados por españoles de clase alta, siguieron remodelando y ampliándolo a través del tiempo, haciéndose el último cambio grande hacia el año de 1751. Es por eso que hoy se encuentra una inscripción en la pared interior del templo que dice “marzo de 1751”, declarándose este año como fecha oficial de terminación. El origen de su financiamiento, empezó a marcar una diferencia entre el Carmen Alto y el Carmen Bajo. Para esta época, este templo ya era popular y considerado de abolengo entre las clases altas de la Nueva España. 
La iglesia “del Carmen Alto” era frecuentada por los españoles ricos que vivían a los alrededores. Debido al marcado sistema de castas de la época, era inconcebible que indígenas y mestizos rezaran en el mismo lugar que los españoles peninsulares, así que para ellos había más templos en el Sur de la ciudad, entre ellos el del “Carmen Bajo”. 

## Independencia
Durante la lucha de independencia, este convento e iglesia sirvió como cuartel y prisión militar. En 1812, año en que José María Morelos toma la Ciudad de Oaxaca; los realistas usaron al “Carmen Alto” para resguardarse y luchar contra los rebeldes. Fueron los frailes carmelitas quienes recuperaron los restos de José María Armenta y de Miguel López de Lima cuando los realistas lo degollaron en 1810. Los frailes dieron cristiana sepultura a todos los caídos por órdenes de Morelos.

## SiglosXIXyXX
En 1856 el Gobierno Mexicano secularizó las propiedades de la Iglesia y pasó a tomar posesión del convento; el cual se destinó como bodega, cárcel y cuartel militar. En 1889 el obispo Eulogio Gillow y Zavalza compró el inmueble al gobierno y lo restauró para convertirlo en residencia episcopal y dedica una parte del mismo para que fuera usado como seminario religioso. 
En 1910 las instalaciones fueron ocupadas para dar clases nocturnas a obreros y como escuela primaria superior durante el día.

## Actualidad
Hoy en día el Registro Civil Oaxaqueño se encuentra en el claustro de esta antigua Iglesia, teniendo en el resto de la instalación escuelas de educación básica y oficinas federales. 
La parte del exconvento sigue siendo la residencia del arzobispado.
En la parte exterior del complejo, en lo que era el huerto, se encuentra el jardín del Carmen, punto de reunión social donde artesanos venden sus productos y se llevan a cabo diversos eventos culturales en el año. 
En 2011 el Instituto Cultural de Oaxaca llevó a cabo obras de remodelación del piso y jardineras de este templo. 

## Festividades
En los inicios de la historia del templo, los primeros Carmelitas que llegaron cristianizaron la bien respetada tradición mexica de adoración a la Diosa Cintéotl, transformándola en la famosa y bien conservada fiesta de la Guelaguetza o Lunes del Cerro; que curiosamente coinciden de igual manera con las celebraciones del día de la Virgen del Carmen o Virgen del Monte Carmelo, patrona de esta iglesia. 
Dentro de la religión católica es famoso celebrar el día de la Candelaria. Para la Iglesia del Carmen Alto es una fecha especial pues una procesión pasa por el centro de la ciudad, el zócalo oaxaqueño y finalmente acaba en la iglesia. 
Todo termina cada año con fuegos artificiales y una gran fiesta en el jardín del Carmen.